# Ferme Hervieu
La ferme Hervieu, ou ferme neuve, est une ferme du XIXe siècle située à Beaumontel dans le département de l'Eure en région  Normandie..
Outre le château du XIXe siècle, le domaine comprend un grand bâtiment d'élevage construit en 1950 et exemplaire, à l'époque, par sa modernité. 
La ferme est inscrite au titre des monuments historiques depuis 2015.

## Localisation
La ferme se situe sur le territoire de la commune de Beaumontel, dans l'Ouest du département de l'Eure, au sein de la région naturelle de la campagne du Neubourg. Elle s'élève au lieu-dit Beaumont-la-Ville, sur le plateau surplombant la vallée de la Risle, au nord-ouest du centre de Beaumontel. 

## Historique
Le château de la Ferme Neuve est construit sous le Second Empire.
En 1900, un pavillon est ajouté au château pour Albert Parissot, sénateur de l'Eure originaire de Beaumontel. Celui-ci est à l'origine de la création du parc avec boulingrin , de diverses fabriques, de la mise en scène du château avec la perspective de tilleuls et la grille d'honneur (aujourd'hui disparue) et de la construction des communs et des serres.
Au cours de la Seconde Guerre Mondiale, un aérodrome est construit à proximité par les Allemands. Cet aérodrome fait l'objet de bombardements de la part des alliés qui entraînent des destructions sur Beaumontel et sur le château. 
En 1948, le domaine, alors à l'abandon, est racheté par un agriculteur, Robert Hervieu qui en entreprend la restauration,.
En 1950, il sollicite l'architecte Robert Feuillade pour réparer la demeure endommagée par les bombardements et faire construire un vaste bâtiment d'élevage, appelé l'Étable. Témoin de l'ambition de modernité qui anime le monde agricole de l'après-guerre, cet édifice vaut au domaine d'être nommé la Ferme Neuve . Il contribue à faire rayonner l'exploitation à l'international.
Depuis 2012, ce bâtiment est utilisée comme salle d'exposition et d'activités artistiques,.

## Architecture
Le château de la Ferme Neuve présente des façades en
brique et en pierre de taille.
L'Étable se distingue, entre autres, par sa structure en béton brut et par l’équilibre des ouvertures qui permettent la meilleure présentation des animaux, . Surmontée de greniers à foin et à grain, elle comprend une étable, des mangeoires, des abreuvoirs, un système d'évacuation du purin, une salle de préparation des aliments et une infirmerie.

## Protection
La ferme Hervieu fait l'objet d'une inscription au titre des monuments historiques par arrêté du 8 juillet 2015. Entrent dans le périmètre de cette inscription le château, l'étable, l'écurie, la maison du jardinier et les serres, chacun en totalité, les façades et toitures des communs, le parc (avec sa clôture et ses fabriqués) et la perspective à l'ouest avec le sol des parcelles E 9, E 57, E 72, E 73 et J 81, J 82, J 84, J 85 sur lesquelles elle est située, selon le plan annexé à l'arrêté.